# Yakuza (videojuego)
Yakuza, conocido en Japón como Ryū ga Gotoku (龍が如く lit. Como un Dragón?), es un videojuego de acción-aventura. Es el primer videojuego de la saga Yakuza. Fue desarrollado y publicado por Sega en 2005 para PlayStation 2.
Sega anunció que el presupuesto del juego y su secuela era de 2400 millones de yenes (más de 21 millones de dólares), lo que lo convirtió en el videojuego más caro de la historia, siendo ahora Grand Theft Auto V.
En Japón se lanzó su secuela, Yakuza 2 (PS2) el 7 de diciembre de 2006; la continuación de este, Yakuza 3 (PS3), el 27 de febrero de 2009; y Yakuza 4 (PS3) el 18 de marzo de 2010. Todas las entregas han aparecido también en Estados Unidos y en Europa.
El director japonés Takashi Miike realizó una adaptación del videojuego llamada «Like a Dragon».
En 2020 se realizó un juego crossover junto a Streets of Rage 2, creando así Streets of Kamurocho, un videojuego beat´em up que relataría los eventos del primer juego de una forma mucho más simple.

## Trama
Es el año 1995, Kazuma Kiryū es un yakuza prometedor de la familia Dojima. Es conocido como «El Dragón de Dojima». Por su arduo trabajo se le validó para crear a su propia subfamilia en este prestigioso grupo.
Pero una noche lluviosa, el patriarca de la familia, Sohei Dojima, raptó a su amiga de la infancia, Yumi. En un esfuerzo por salvarla, su mejor amigo, Akira Nishikiyama, corre tras ellos.
Kiryū, al llegar a la escena, se encuentra a Nishikiyama sosteniendo una pistola humeante, al cadáver de Dojima y a Yumi en estado de shock por el trauma.
Kiryū toma la decisión de inculparse por el crimen de su amigo, le pide a este que se lleve a Yumi y salga rápido del lugar.
Después de 10 años preso, año 2005, Kazuma sale en libertad. Aunque ya nada es igual, Akira Nishikiyama se ha convertido en un hombre cambiado, Yumi no se encuentra por ningún lado y 10 mil millones de yenes han desaparecido de las arcas del Clan Tojo, poniendo a la organización al borde de una guerra civil.

## Personajes

### Personajes principales
Kazuma Kiryū (桐生 一馬 Kiryū Kazuma?)
Seiyū: Takaya Kuroda (黒田 崇矢 Kuroda Takaya?)
Actor de doblaje (inglés): Darryl Kurylo
Haruka (遥?)
Seiyū: Rie Kugimiya (釘宮 理恵 Kugimiya Rie?)
Actor de doblaje (inglés): Debi Derryberry
Akira Nishikiyama (錦山 彰 Nishikiyama Akira?)
Seiyū: Kazuhiro Nakaya (中谷 一博 Nakaya Kazuhiro?)
Actor de doblaje (inglés): Michael Rosenbaum
Yumi Sawamura (澤村 由美 Sawamura Yumi?)
Seiyū: Miyako Uesaka (上坂 都子 Uesaka Miyako?)
Actor de doblaje (inglés): Eliza Dushku

### Personajes secundarios
Shintarō Fuma (風間 新太郎 Fuma Shintarō?)
Seiyū: Tetsuya Watari (渡 哲也 Tetsuya Watari?)
Actor de doblaje (inglés): Roger L. Jackson
Reina (麗奈?)
Seiyū: Junko Mihara (三原 じゅん子 Mihara Junko?)
Actor de doblaje (inglés): Rachael Leigh Cook
Futoshi Shimano (嶋野 太 Shimano Futoshi?)
Seiyū: Naomi Kusumi (楠見 尚己 Kusumi Naomi?)
Actor de doblaje (inglés): Michael Madsen
Gorō Majima (真島 吾朗 Majima Gorō?)
Seiyū: Hidenari Ugaki (宇垣 秀成 Ugaki Hidenari?)
Actor de doblaje (inglés): Mark Hamill
Masaru Sera (世良 勝 Sera Masaru?)
Seiyū: Ryuji Mizuki (水木 竜司 Mizuki Ryuji?)
Actor de doblaje (inglés): Alan Dale
Kage (影?)
Seiyū: Yoshiaki Fujiwara (藤原 喜明 Fujiwara Yoshiaki?)
Actor de doblaje (inglés): Dwight Schultz
Makoto Date (伊達 真 Date Makoto?)
Seiyū: Kazuhiro Yamaji (山路 和弘 Yamaji Kazuhiro?)
Actor de doblaje (inglés): Bill Farmer
Kyōhei Jingū (神宫 京平 Jingū Kyōhei?)
Seiyū: Hiroaki Yoshida (吉田 裕秋 Yoshida Hiroaki?)
Actor de doblaje (inglés): Robin Atkin Downes
Shinji Tanaka (田中 シンジ Tanaka Shinji?)
Seiyū: Takayuki Yamaguchi (山口 孝史 Yamaguchi Takayuki?)
Actor de doblaje (inglés): Daniel Capellaro
Saya Date (伊達 沙耶 Date Saya?)
Actor de doblaje (inglés): Nan McNamara

## Jugabilidad
El juego consta de una calidad gráfica muy buena, es del modo RPG (aquel en el que el personaje sube de nivel y adquiere diferentes habilidades de combate). El juego en sí transcurre en «Kamurocho» una recreación del barrio Kabukicho, un famoso barrio rojo de Shinjuku (Tokio), conocido por sus clubs de alterne, clubs nocturnos, y lugar donde frecuentan los yakuzas. La mayor parte del tiempo estarás en la enorme ciudad y podrás ir a restaurantes, tiendas, pachislots, casinos, clubs, y hasta jaulas de bateo. Durante la historia, podrás hacer misiones alternativas a la historia, como ayudar a diferentes personas que Kazuma encuentra en la calle. Podrás tomar clases de artes marciales para pulir tus habilidades, hasta podrás pelear en el coliseo, el cual es la atracción de un casino, podrás jugar en dicho casino, establecer relaciones amorosas con chicas y jugar pequeños minijuegos que este incluye.
Yakuza fue uno de los juegos más aclamados durante su lanzamiento en 2005 por la profundidad y la autenticidad con la que retrataba la mafia y los bajos fondos japoneses.